# 코코넛기름
코코넛기름(영어: coconut oil 코코넛 오일[*])은 코코야자 열매의 씨앗, 과육, 코코넛 밀크에서 추출한 식용유이다. 코코넛기름은 약 25 °C (77 °F) 이하에서는 흰색 고체 지방이며, 그보다 높은 온도에서는 투명하고 묽은 액체 기름이다. 정제되지 않은 품종은 뚜렷한 코코넛 향이 난다. 코코넛기름은 식용유로 사용되며, 화장품 및 세제 생산을 위한 산업 분야에도 사용된다. 이 기름은 중쇄 지방산이 풍부하다.
포화 지방 함량이 높기 때문에, 수많은 보건 당국은 식품으로서 코코넛기름 섭취를 제한할 것을 권고한다.
코코넛기름은 높은 발연점과 뚜렷한 풍미로 인해 요리 및 베이킹에 널리 사용된다.

## 제조
코코넛기름은 습식 또는 건식 공정으로 추출할 수 있다. 더 간단하게 (하지만 덜 효과적일 수 있게)는 물을 끓이거나 햇볕, 약한 불로 과육을 가열하여 기름을 생산할 수 있다.

### 습식 공정

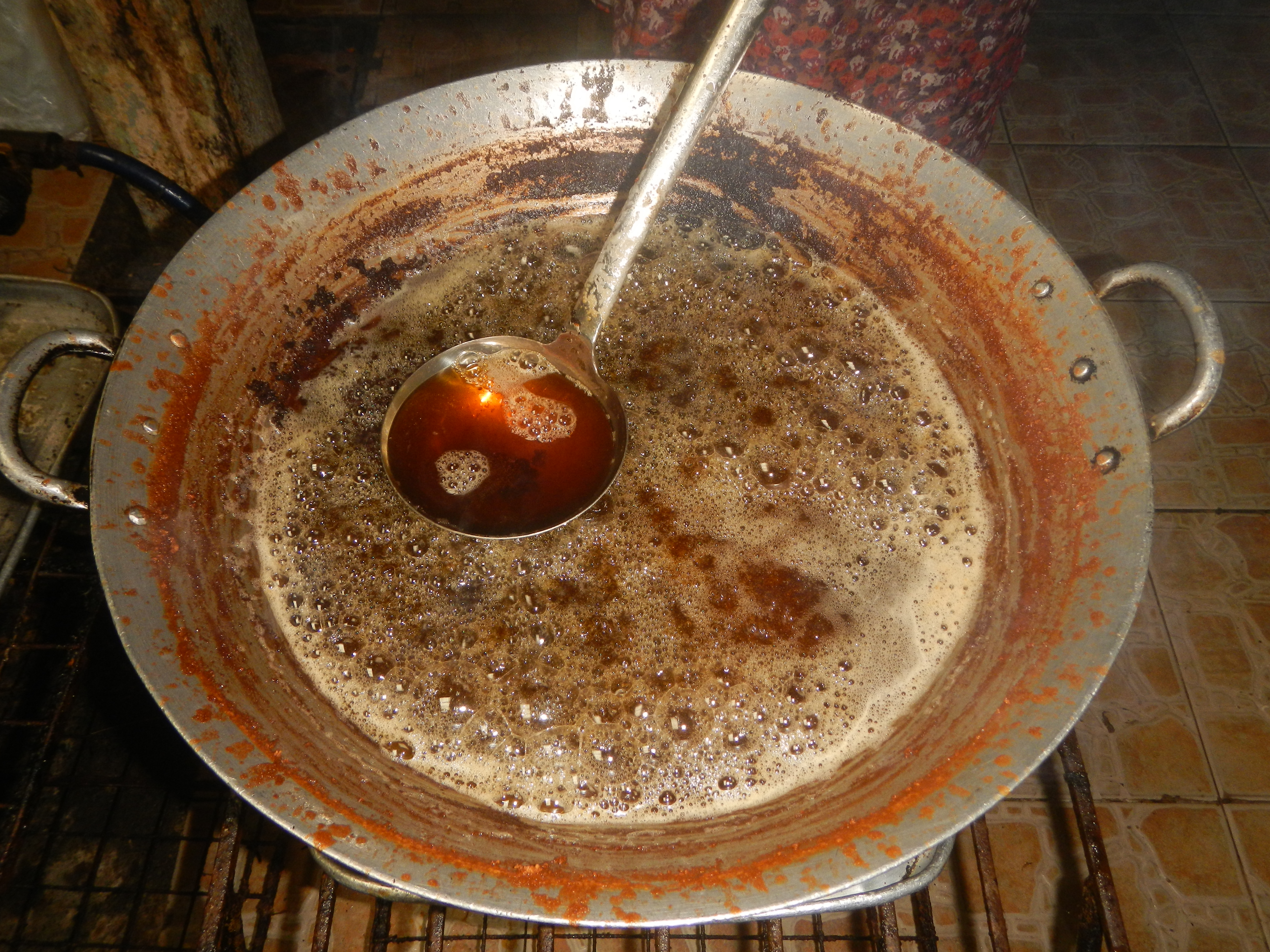
필리핀에서 코코넛 밀크로부터 직접 기름을 추출하는 전통적인 방식 (lana). 이 과정에서 라틱 (커드)도 생산되며, 필리핀 디저트의 고명으로 사용된다.

완전 습식 공정은 건조된 코프라가 아닌 생 코코넛에서 추출한 코코넛 밀크를 사용한다. 코코넛 밀크의 단백질은 기름과 물의 에멀션을 생성한다. 더 어려운 단계는 에멀션을 분해하여 기름을 회수하는 것이다. 과거에는 장시간 끓여서 이 작업을 수행했지만, 이는 변색된 기름을 생산하고 경제적이지 않다. 현대 기술은 원심분리기와 냉각, 가열, 산, 염, 효소, 전기 분해, 충격파, 증기 증류 또는 이들의 조합을 포함한 전처리 방법을 사용한다. 수많은 변형과 기술에도 불구하고, 건식 공정의 부패 및 해충으로 인한 손실을 고려하더라도 습식 공정은 10~15% 낮은 수율 때문에 건식 공정보다 실현 가능성이 떨어진다. 습식 공정은 또한 장비와 에너지에 대한 투자가 필요하여 높은 자본 및 운영 비용이 발생한다.

### 건식 공정

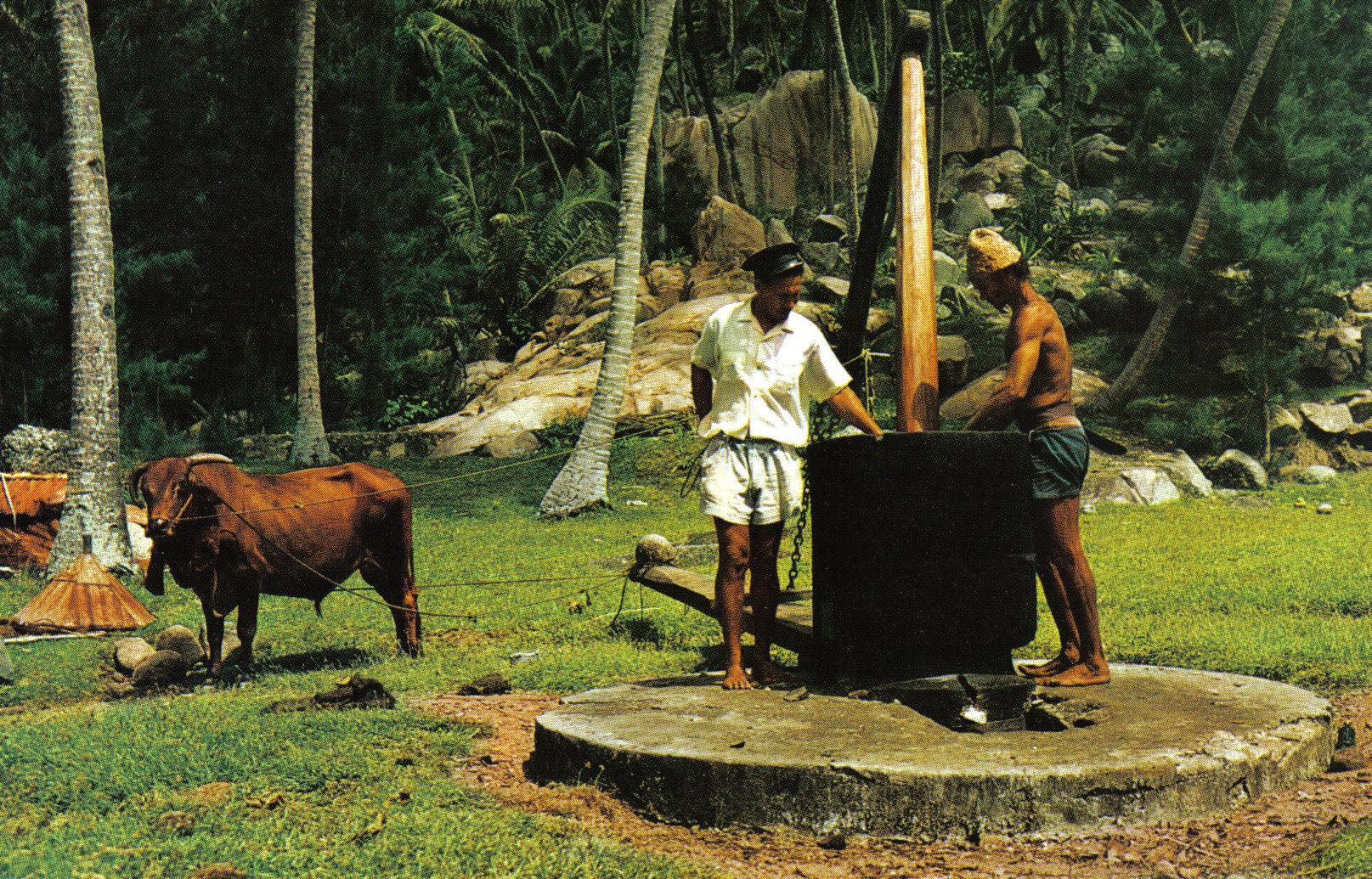
세이셸에서 전통적인 방식으로 제조

건식 가공은 껍질에서 과육을 추출하고 불, 햇빛 또는 가마를 사용하여 건조시켜 코프라를 만드는 것을 필요로 한다. 코프라는 압착되거나 용매로 용해되어 코코넛기름과 고단백, 고섬유 매시를 생산한다. 이 매시는 사람의 섭취에 적합하지 않은 품질이어서 대신 반추류에게 먹이로 주어진다. 매시에서 단백질을 추출하는 공정은 없다.
코코넛의 적절한 수확(따는 시점에서 코코넛의 나이는 2개월에서 20개월일 수 있다)은 기름 제조 공정의 효율성에 상당한 차이를 만든다. 미성숙한 견과로 만든 코프라는 다루기가 더 어렵고 수율이 낮은 열등한 제품을 생산한다.
기존의 코코넛기름 가공업자들은 헥세인을 용매로 사용하여 회전식 분쇄기와 압출기만으로 생산되는 것보다 최대 10% 더 많은 기름을 추출한다. 그런 다음 기름을 정제하여 특정 유리 지방산을 제거하여 산패에 대한 민감도를 줄인다. 유통 기한을 늘리는 다른 공정으로는 수분 함량이 6% 미만인 코프라를 사용하고, 기름의 수분 함량을 0.2% 미만으로 유지하며, 기름을 130–150 °C (266–302 °F)로 가열하고 소금 또는 시트르산을 첨가하는 것이 있다.

### 버진 오일
버진 코코넛기름(VCO)은 신선한 코코넛 밀크, 과육 또는 잔여물에서 생산될 수 있다. 신선한 과육에서 생산하는 것은 습식 분쇄 또는 잔여물 건조 후 스크류 프레스를 사용하여 기름을 추출하는 것을 포함한다. VCO는 또한 신선한 과육을 갈아서 수분 함량 10~12%로 건조시킨 다음 수동 프레스를 사용하여 기름을 추출할 수 있다. 코코넛 밀크에서 생산하는 것은 코코넛을 갈아서 물과 섞은 다음 기름을 짜내는 것을 포함한다. 밀크는 36~48시간 동안 발효시킨 후 기름을 제거하고 크림을 가열하여 남아있는 기름을 제거할 수도 있다. 세 번째 옵션은 원심분리기를 사용하여 기름을 다른 액체와 분리하는 것이다. 코코넛기름은 코코넛 밀크 생산에서 남은 건조 잔여물에서도 추출할 수 있다.
약 1,440 킬로그램 (3,170 파운드) 무게의 잘 익은 코코넛 1천 개는 약 170 kg (370 lb)의 코프라를 생산하며, 이 코프라에서 약 70 리터 (15 imp gal)의 코코넛기름을 추출할 수 있다.

### 정제유

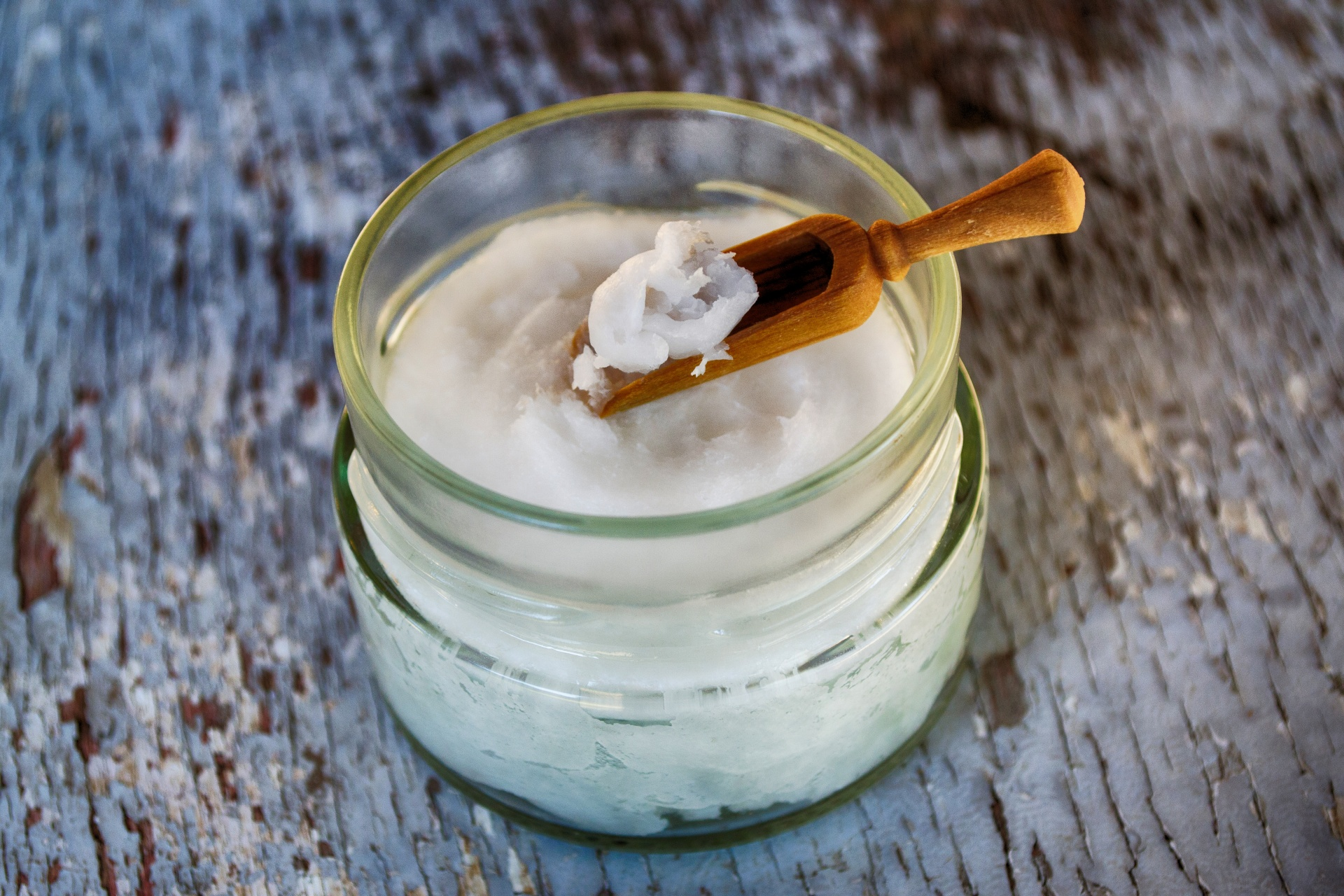
나무 숟가락 위의 코코넛기름

정제, 표백, 탈취(RBD) 기름은 주로 코프라와 건조 코코넛 커널로 만들어지며, 이들은 가열된 유압 프레스에서 압착되어 기름을 추출한다. 이는 코코넛 건조 중량의 60% 이상에 해당하는 거의 모든 기름을 추출한다. 이 원유 코코넛기름은 오염 물질을 포함하고 있어 섭취에 적합하지 않으며, 추가 가열 및 여과를 통해 정제해야 한다.
코코넛기름 추출의 또 다른 방법은 희석된 코코넛 페이스트에 알파-아밀레이스, 폴리갈락투로네이스 및 프로테아제의 효소적 작용을 이용하는 것이다.
버진 코코넛기름과 달리 정제 코코넛기름은 코코넛 맛이나 향이 없다. RBD 기름은 가정 요리, 상업용 식품 가공, 화장품, 산업 및 제약 목적으로 사용된다.

### 수소화
RBD 코코넛기름은 녹는점을 높이기 위해 부분적으로 또는 완전히 수소화된 기름으로 추가 가공될 수 있다. 버진 코코넛기름과 RBD 코코넛기름은 24 °C (75 °F)에서 녹기 때문에, 코코넛기름을 함유한 식품은 따뜻한 기후에서 녹는 경향이 있다. 이러한 따뜻한 기후에서는 더 높은 녹는점이 바람직하므로 기름은 수소화된다. 수소화된 코코넛기름의 녹는점은 36–40 °C (97–104 °F)이다.
수소화 과정에서 불포화 지방(단일 불포화 지방산 및 다중 불포화 지방산)은 촉매 과정에서 수소와 결합하여 더 포화 상태가 된다. 코코넛기름은 단 6%의 단일 불포화 지방산과 2%의 다중 불포화 지방산만을 포함한다. 부분 수소화 과정에서 이들 중 일부는 트랜스 지방산으로 변형된다.

### 분별
분별 코코넛기름은 전체 기름의 일부를 제공하여 다양한 지방산을 특정 용도로 분리할 수 있게 한다. 12탄소 사슬 지방산인 라우르산은 산업 및 의료 목적에 대한 높은 가치 때문에 종종 제거된다. 코코넛기름의 분별은 카프릴산과 카프르산을 분리하는 데에도 사용될 수 있는데, 이들은 중쇄 트라이글리세라이드로서 의료용, 특수 식단 및 화장품에 사용되며 때로는 향수의 캐리어 오일로도 사용된다.
| 코코넛기름 생산 – 2020 | 코코넛기름 생산 – 2020 |
| 국가                   | (백만 미터톤)          |
| ---------------------- | ---------------------- |
| 필리핀                 | 0.96                   |
| 인도네시아             | 0.60                   |
| 인도                   | 0.34                   |
| 베트남                 | 0.18                   |
| 멕시코                 | 0.13                   |
| 전세계                 | 2.61                   |
| 출처: 유엔의 FAOSTAT   |                        |

### 표준
유엔식량농업기구가 발간한 세계보건기구의 코덱스 알리멘타리우스 식품, 식품 생산 및 식품 안전 지침에는 인간이 섭취하는 코코넛기름을 생산하는 상업 파트너를 위한 표준이 포함되어 있다.
상업적으로 판매되는 코코넛의 약 90%를 생산하는 18개 회원국을 보유한 아시아 태평양 코코넛 공동체 (APCC)는 버진 코코넛기름(VCO)에 대한 표준을 발표했으며, 버진 코코넛기름을 "기름의 변형을 초래하지 않는" 방식으로 신선하고 성숙한 코코넛 커널에서 얻은 것으로 정의한다.

### 해충
기름의 품질과 생산은 야자나무 재배에 달려 있으며, 이는 코코넛 해충에 의해 위협받는다. 예를 들어, 오리케테스 코뿔소 딱정벌레, 특히 아시아 코뿔소 딱정벌레(O. rhinoceros)와 붉은 야자바구미(Rhynchophorus ferrugineus) 등이 있다.

## 생산
2020년 전 세계 코코넛기름 생산량은 2.61백만 미터톤 (2.88백만 쇼트톤)였으며, 필리핀과 인도네시아가 합쳐서 전 세계 총 생산량의 60%를 차지했다.

## 구성 및 비교
코코넛기름은 극미량의 유리 지방산(질량의 약 0.03%)만 포함한다. 대부분의 지방산은 에스터 형태로 존재한다. 다음 내용에서 "지방산" 및 "산"이라는 표현은 카복실산보다는 에스터를 의미한다.
코코넛기름의 대략적인 지방산 농도 (출처의 범위 중간값):
| \| 코코넛기름의 지방산 함량 \| 코코넛기름의 지방산 함량 \| 코코넛기름의 지방산 함량 \| 코코넛기름의 지방산 함량 \| 코코넛기름의 지방산 함량 \| \| ----------------------------------------------- \| ------------------------ \| ------------------------ \| ------------------------ \| ------------------------ \| \| 지방산 종류 \| \| \| 퍼센트 \| \| \| 라우르산 포화 C12 \| 라우르산 포화 C12 \| \| 48% \| 48% \| \| 미리스트산 포화 C14 \| 미리스트산 포화 C14 \| \| 16% \| 16% \| \| 팔미트산 포화 C16 \| 팔미트산 포화 C16 \| \| 9.5% \| 9.5% \| \| 카프르산 포화 C10 \| 카프르산 포화 C10 \| \| 8% \| 8% \| \| 카프릴산 포화 C8 \| 카프릴산 포화 C8 \| \| 7% \| 7% \| \| 올레산 단일불포화 C18:1 \| 올레산 단일불포화 C18:1 \| \| 6.5% \| 6.5% \| \| 기타 \| 기타 \| \| 5% \| 5% \| \| black: 포화; grey: 단일불포화; blue: 다중불포화 \| \| \| \| \| |                         |  |        |      |
| 코코넛기름의 지방산 함량 |                         |  |        |      |
| 지방산 종류 |                         |  | 퍼센트 |      |
| 라우르산 포화 C12 | 라우르산 포화 C12       |  | 48%    | 48%  |
| 미리스트산 포화 C14 | 미리스트산 포화 C14     |  | 16%    | 16%  |
| 팔미트산 포화 C16 | 팔미트산 포화 C16       |  | 9.5%   | 9.5% |
| 카프르산 포화 C10 | 카프르산 포화 C10       |  | 8%     | 8%   |
| 카프릴산 포화 C8 | 카프릴산 포화 C8        |  | 7%     | 7%   |
| 올레산 단일불포화 C18:1 | 올레산 단일불포화 C18:1 |  | 6.5%   | 6.5% |
| 기타 | 기타                    |  | 5%     | 5%   |
| black: 포화; grey: 단일불포화; blue: 다중불포화 |                         |  |        |      |

다음 표는 코코넛기름의 구성과 다른 식물성 기름과의 비교 정보를 제공한다.
| 유형                                              | 가공 처리 | 포화 지방산 | 단일불포화 지방산 | 단일불포화 지방산 | 고도불포화 지방산 | 고도불포화 지방산 | 고도불포화 지방산 | 고도불포화 지방산 | 발연점          |
| 유형                                              | 가공 처리 | 포화 지방산 | 전체              | 올레 산 (ω-9)     | 전체              | α-리놀렌 산 (ω-3) | 리놀레 산 (ω-6)   | ω-6:3 비율        | 발연점          |
| ------------------------------------------------- | --------- | ----------- | ----------------- | ----------------- | ----------------- | ----------------- | ----------------- | ----------------- | --------------- |
| 아몬드                                            |           |             |                   |                   |                   |                   |                   |                   |                 |
| 아보카도                                          |           | 11.6        | 70.6              | 52-66             | 13.5              | 1                 | 12.5              | 12.5:1            | 250 °C (482 °F) |
| 브라질너트                                        |           | 24.8        | 32.7              | 31.3              | 42.0              | 0.1               | 41.9              | 419:1             | 208 °C (406 °F) |
| 카놀라                                            |           | 7.4         | 63.3              | 61.8              | 28.1              | 9.1               | 18.6              | 2:1               | 238 °C (460 °F) |
| 캐슈나무                                          |           |             |                   |                   |                   |                   |                   |                   |                 |
| 치아씨                                            |           |             |                   |                   |                   |                   |                   |                   |                 |
| 카카오 버터 기름                                  |           |             |                   |                   |                   |                   |                   |                   |                 |
| 코코넛                                            |           | 82.5        | 6.3               | 6                 | 1.7               |                   |                   |                   | 175 °C (347 °F) |
| 옥수수                                            |           | 12.9        | 27.6              | 27.3              | 54.7              | 1                 | 58                | 58:1              | 232 °C (450 °F) |
| 면실                                              |           | 25.9        | 17.8              | 19                | 51.9              | 1                 | 54                | 54:1              | 216 °C (420 °F) |
| 아마씨                                            |           | 9.0         | 18.4              | 18                | 67.8              | 53                | 13                | 0.2:1             | 107 °C (225 °F) |
| 포도씨                                            |           | 10.5        | 14.3              | 14.3              | 74.7              | -                 | 74.7              | 매우 높음         | 216 °C (421 °F) |
| 삼씨                                              |           | 7.0         | 9.0               | 9.0               | 82.0              | 22.0              | 54.0              | 2.5:1             | 166 °C (330 °F) |
| 우라드콩                                          |           |             |                   |                   |                   |                   |                   |                   |                 |
| 겨자기름                                          |           |             |                   |                   |                   |                   |                   |                   |                 |
| 올리브                                            |           | 13.8        | 73.0              | 71.3              | 10.5              | 0.7               | 9.8               | 14:1              | 193 °C (380 °F) |
| 팜                                                |           | 49.3        | 37.0              | 40                | 9.3               | 0.2               | 9.1               | 45.5:1            | 235 °C (455 °F) |
| 땅콩                                              |           | 20.3        | 48.1              | 46.5              | 31.5              | 0                 | 31.4              | 매우 높음         | 232 °C (450 °F) |
| 피칸 기름                                         |           |             |                   |                   |                   |                   |                   |                   |                 |
| 들기름                                            |           |             |                   |                   |                   |                   |                   |                   |                 |
| 겨기름                                            |           |             |                   |                   |                   |                   |                   |                   |                 |
| 잇꽃                                              |           | 7.5         | 75.2              | 75.2              | 12.8              | 0                 | 12.8              | 매우 높음         | 212 °C (414 °F) |
| 참깨                                              | ?         | 14.2        | 39.7              | 39.3              | 41.7              | 0.3               | 41.3              | 138:1             |                 |
| 콩                                                | 부분 경화 | 14.9        | 43.0              | 42.5              | 37.6              | 2.6               | 34.9              | 13.4:1            |                 |
| 콩                                                |           | 15.6        | 22.8              | 22.6              | 57.7              | 7                 | 51                | 7.3:1             | 238 °C (460 °F) |
| 호두기름                                          |           |             |                   |                   |                   |                   |                   |                   |                 |
| 해바라기씨 (표준)                                 |           | 10.3        | 19.5              | 19.5              | 65.7              | 0                 | 65.7              | 매우 높음         | 227 °C (440 °F) |
| 해바라기씨 (< 60% linoleic)                       |           | 10.1        | 45.4              | 45.3              | 40.1              | 0.2               | 39.8              | 199:1             |                 |
| 해바라기씨 (> 70% oleic)                          |           | 9.9         | 83.7              | 82.6              | 3.8               | 0.2               | 3.6               | 18:1              | 232 °C (450 °F) |
| 면실                                              | 경화      | 93.6        | 1.5               |                   | 0.6               | 0.2               | 0.3               | 1.5:1             |                 |
| 팜                                                | 경화      | 88.2        | 5.7               |                   | 0                 |                   |                   |                   |                 |
| 영양 수치는 총 지방 무게 당 백분율(%)로 표현된다. |           |             |                   |                   |                   |                   |                   |                   |                 |

## 건강 문제
많은 보건 기관은 코코넛기름의 높은 포화 지방 함량 때문에 섭취를 권장하지 않는다. 이에는 미국 식품의약국, 세계보건기구, 미국 보건복지부, 미국영양학회, 미국심장협회, 영국 국민 보건 서비스, 영국 영양 재단, 그리고 캐나다 영양사협회 등이 있다.
코코넛기름의 마케팅은 코코넛기름이 "건강한 식품"이라는 부정확한 믿음을 만들어냈다. 오히려 연구에 따르면 코코넛기름 섭취는 버터, 쇠고기 지방, 팜유와 같은 다른 건강에 좋지 않은 지방과 유사한 건강상의 영향을 미 미친다. 코코넛기름은 라우르산이 다량 함유되어 있는데, 이는 HDL 콜레스테롤과 LDL 콜레스테롤의 양을 모두 증가시켜 총 혈중 콜레스테롤 수치를 높이는 포화 지방이다. 라우르산 섭취가 더 유리한 총 혈중 콜레스테롤 프로필을 생성할 수 있지만, 이는 코코넛기름의 지속적인 섭취가 다른 메커니즘, 특히 라우르산에 의해 유발되는 총 혈중 콜레스테롤의 현저한 증가를 통해 심혈관계 질환의 위험을 실제로 증가시킬 가능성을 배제하지 않는다. 코코넛기름의 대부분의 포화 지방이 라우르산이기 때문에, 식단에 고체 지방이 사용될 때 코코넛기름이 부분 수소화 식물성 기름보다 선호될 수 있다.

### 임상 연구
2017년 미국심장협회 관련 전문가들이 수행한 임상 연구 검토에서는 심혈관계 질환의 위험 요소로 LDL 혈중 수치를 증가시키는 경향 때문에 코코넛기름 섭취에 반대할 것을 권고했다.
코코넛기름의 만성 섭취가 심혈관계 질환의 위험 요인에 영향을 미치는지에 대한 임상 시험의 2020년 체계적 고찰 및 메타분석은 저밀도 지질단백질 (LDL) 콜레스테롤 (그러나 고밀도 지질단백질 (HDL) 또한) 농도가 비열대성 식물성 기름과 비교하여 상승했음을 발견했다. 이 검토는 "코코넛기름은 심혈관계 질환 위험 감소를 위한 건강한 기름으로 간주되어서는 안 되며, 높은 포화 지방 함량 때문에 코코넛기름 섭취를 제한하는 것이 타당하다"고 언급했다.

## 용도

### 영양 및 지방 조성
코코넛기름은 99%가 지방이며, 주로 포화 지방(총량의 82%; 표)으로 구성되어 있다. 100g 기준으로 코코넛기름은 890 칼로리를 공급한다. 코코넛기름의 포화 지방 함량 중 절반은 라우르산(총 조성의 100g당 41.8g)이며, 다른 중요한 포화 지방으로는 미리스트산(16.7g), 팔미트산(8.6g), 카프릴산(6.8g)이 있다. 단일불포화 지방은 총 조성의 6%이며, 다중불포화 지방은 2%이다(표). 코코넛기름에는 피토스테롤이 함유되어 있지만, 유의미한 양의 미량영양소는 없다(표).

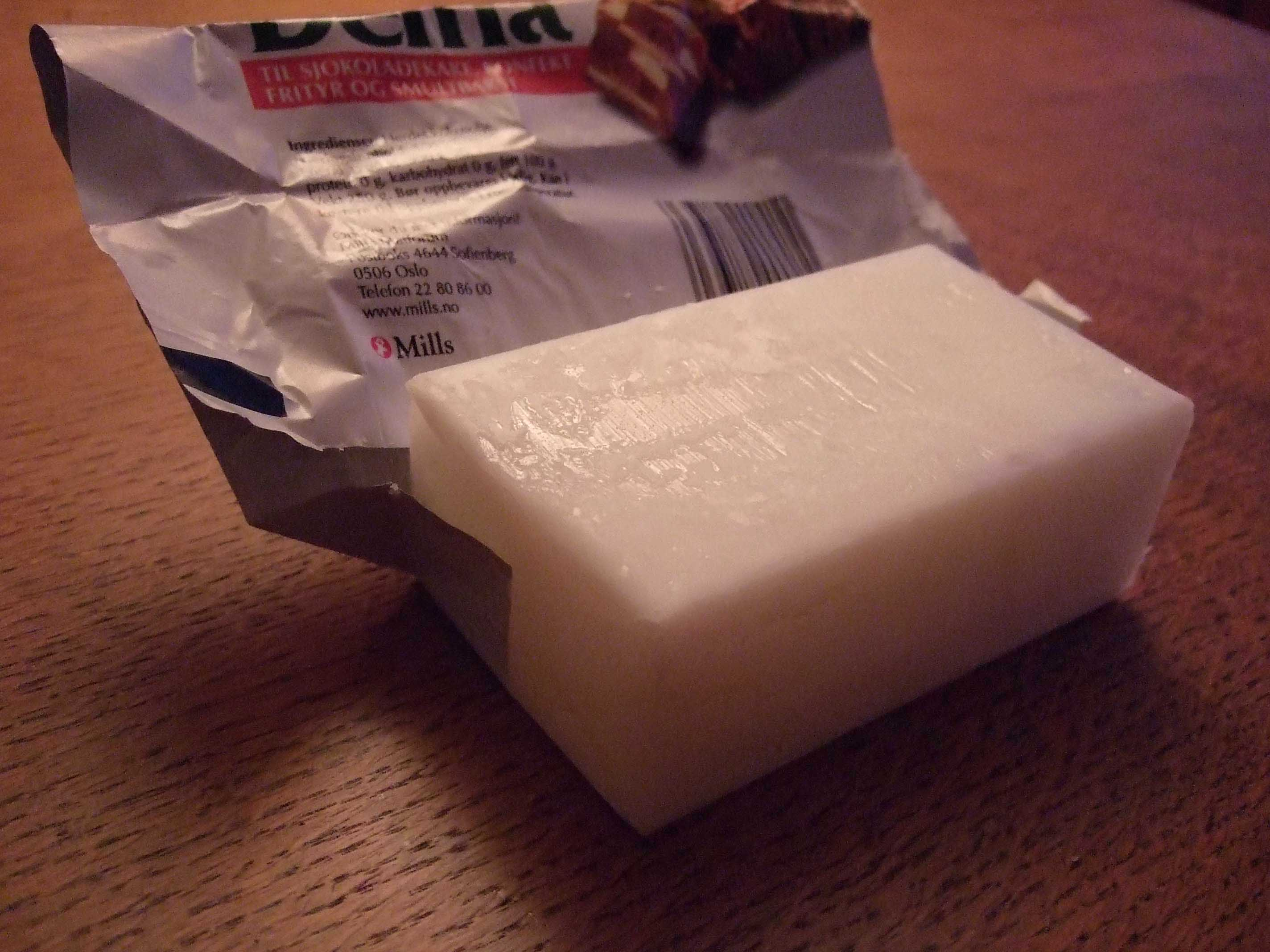
고체 코코넛 지방

### 음식에 사용
코코넛기름은 특히 식물이 풍부한 열대 지방의 아시아에서 요리에 사용되어 오랜 역사를 가지고 있다. 스리랑카 요리에서는 볶음과 튀김에, savory와 sweet dish 모두에 사용되며 선호되는 기름이다. 또한 태국과 케랄라주의 요리에서도 중요한 역할을 한다.
서양 국가에 비교적 최근에 도입된 기름으로서, 코코넛기름은 구운 과자, 패스트리, 볶음 요리에 흔히 사용되며, 견과류와 같은 풍미와 약간의 단맛을 가지고 있다. 때때로 영화관 체인에서 팝콘을 튀기는 데 사용되기도 한다.
다른 요리 용도로는 구운 과자 및 과자류에서 수소화를 통해 생산된 고체 지방을 대체하는 것이 포함된다. 수소화 또는 부분 수소화 코코넛기름은 종종 비유제품 크리머와 스낵 식품에 사용된다. 튀김 시 코코넛기름의 발연점은 177 °C (351 °F)이다.

### 산업
코코넛기름은 디젤 엔진 연료로 사용하기 위한 바이오디젤의 원료로 시험되었다. 이러한 방식으로, 발전기와 디젤 엔진을 사용하는 운송 수단을 구동하는 데 적용될 수 있다. 순수 코코넛기름은 높은 젤화 온도(22–25 °C (72–77 °F)), 높은 점성도, 그리고 최소 500 °C (932 °F)의 연소실 온도를 가지고 있기 때문에 (연료의 중합을 피하기 위해), 코코넛기름은 일반적으로 에스터교환을 통해 바이오디젤로 만들어진다. B100(100% 바이오디젤)의 사용은 온대 기후에서만 가능하며, 젤 점은 약 10 °C (50 °F)이다. 순수 식물성 기름을 연료로 사용하려면 기름이 바이엔슈테판 표준을 충족해야 한다. 개조되지 않은 엔진에서는 탄화 및 막힘으로 인한 중등도에서 심한 손상이 발생할 수 있다.
필리핀, 바누아투, 사모아, 그리고 몇몇 다른 열대 섬 국가들은 코코넛기름을 자동차, 트럭, 버스를 운행하고 발전기를 구동하는 대체 연료원으로 사용한다. 코코넛기름에서 추출된 바이오디젤 연료는 현재 필리핀에서 운송 연료로 사용되고 있다. 코코넛기름을 전력 생산을 위한 연료원으로 사용할 잠재력에 대한 추가 연구가 태평양 섬들에서 진행 중이지만, 현재까지는 인건비와 공급 제약으로 인해 연료원으로 유용하지 않은 것으로 보인다.
코코넛기름은 엔진 윤활유 및 변압기유로 사용하기 위해 시험되었다. 코코넛기름(및 코코넛 지방산과 같은 파생물)은 코카미도프로필 베타인, 코카마이드 MEA, 코카마이드 DEA와 같은 계면활성제 제조의 원료로 사용된다.
코코넛기름에서 유래한 산은 제초제로 사용될 수 있다. 촉매성 리파제 처리로 코코넛기름이 항균 특성을 갖게 되었다고 보고되었다. 전기 조명이 등장하기 전에는 코코넛기름이 인도에서 주로 조명용으로 사용되었으며, 코친 오일로 수출되었다.

### 비누
코코넛기름은 비누 제조에 중요한 기본 재료이다. 코코넛기름으로 만든 비누는 단단한 경향이 있지만, 다른 기름으로 만든 비누보다 더 많은 물을 보유하여 제조업자의 생산량을 증가시킨다. 경수와 염수에서 다른 비누보다 더 잘 녹아 거품을 더 쉽게 낸다.

### 기타 용도
횃불 연료로 사용하거나 불에 떨어뜨려 해충 퇴치 연기를 만들 수 있다. 또한 금속을 부식으로부터 보호한다.

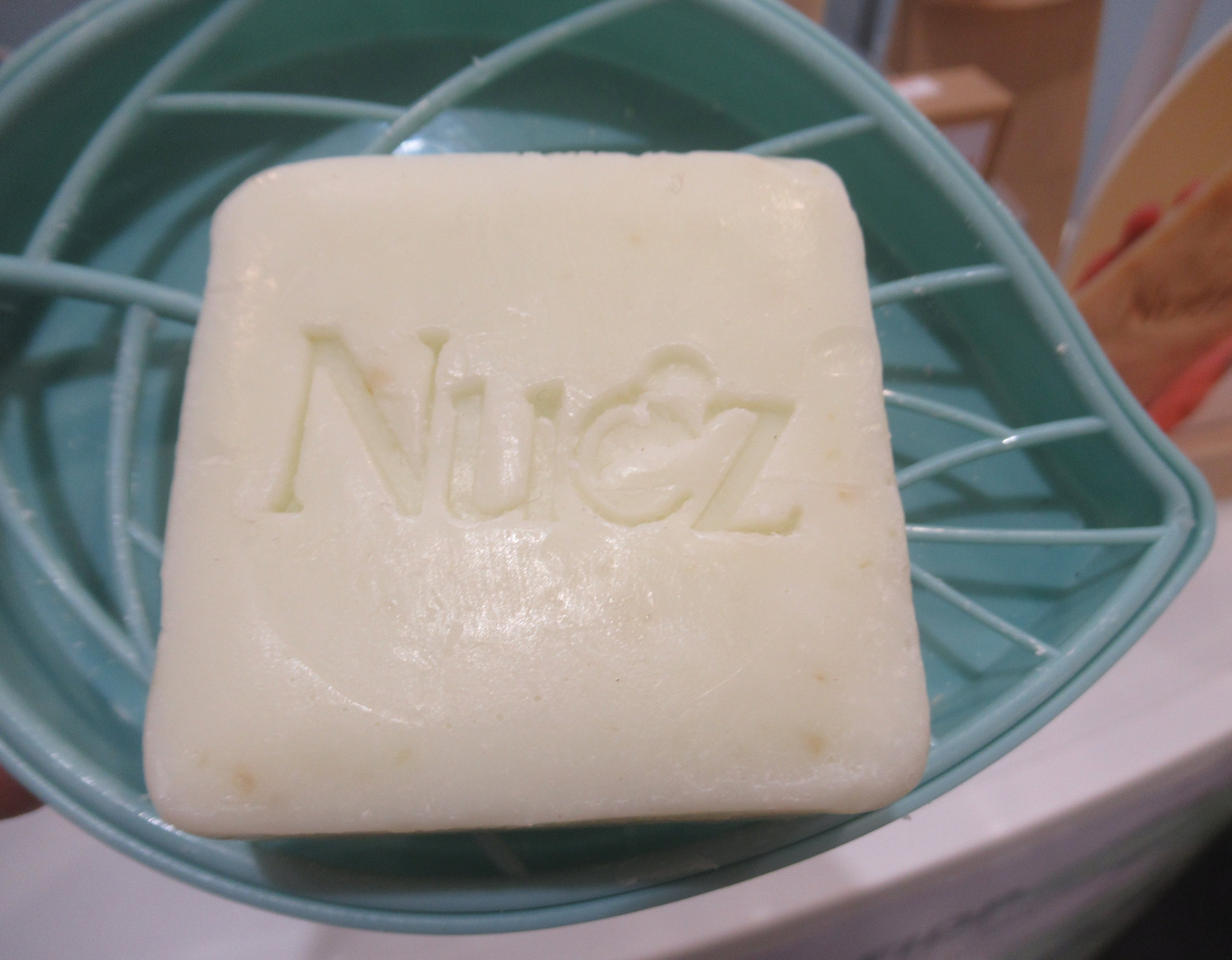
비누
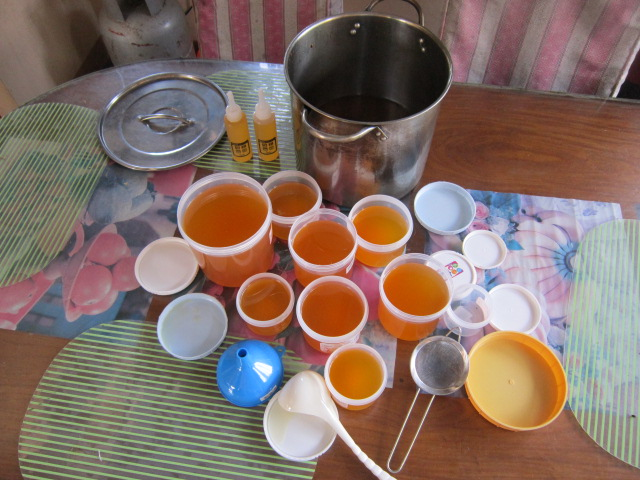
가정에서 만든 기름 제품

## 같이 보기
- KERAFED
- 포화 지방과 심혈관계 질환
- 코코넛버터

## 더 읽어보기
- Adkins SW; Foale M; Samosir YMS, 편집. (2006). 《Coconut revival – new possibilities for the 'tree of life'. Proceedings of the International Coconut Forum, 22–24 November 2005》 (PDF). Cairns, Australia: ACIAR Proceedings. ISBN 978-1863205153. 2016년 4월 15일에 원본 문서 (PDF)에서 보존된 문서. 2011년 3월 13일에 확인함.
- Salunkhe, D.K., J.K. Chavan, R.N. Adsule, and S.S. Kadam. (1992). World Oilseeds: Chemistry, Technology, and Utilization. Springer. ISBN 978-0442001124.